# Raquel Navamuel
Raquel Navamuel (Madrid, 10 de noviembre de 1975) es una modelo, actriz y presentadora de televisión española.

## Trayectoria

### Televisión
- Miss España 1998 como Miss Madrid.
- Veo, veo (Copresentadora) en 2000.
- ¿Qué apostamos? (Presentadora) en 2000.
- CIAK Junior (Presentadora) en 2001.
- Pasapalabra (Invitada) en 2002-2010 (Varias ocasiones).
- Odiosas (Reportera) en 2006.
- Cuatrosfera (Reportera) en 2006-2007.
- Mujeres y hombres y viceversa (Asesora del amor) en 2008.
- Password (Invitada) en 2009.

### Actriz
- Salvaje (2002), de Joaquín Llamas.
- Odiosas (2006) 6 episodios (Principal).
- Yo soy Bea (2006-2007) 18 episodios, como Yuma (Secundario).[1]
- Sin tetas no hay paraíso (2009) 1 episodio.
- Doctor Mateo (2011) 1 episodio.